# Max Wagner (Komponist)

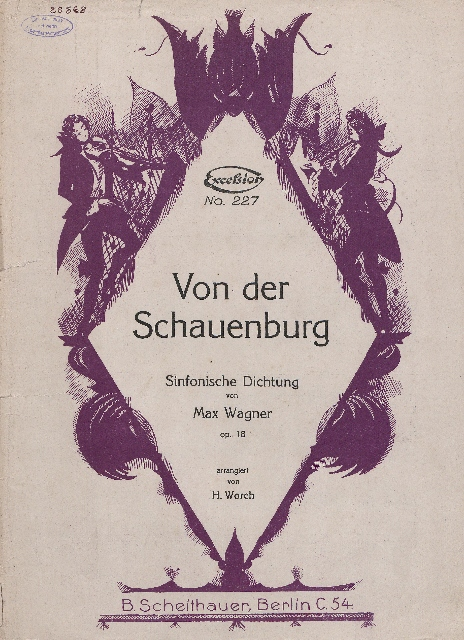
Titelblatt der Bearbeitung von H.Worch für Salonorchester

Max Moritz Paul Wagner (* 17. Januar 1865 in Gotha; † 17. August 1944 in Berlin) war ein deutscher Komponist.

## Leben

### Kindheit und Jugend (1865–1883)
Max Wagner wurde am 17. Januar 1865 in Gotha geboren. Der Vater Johann Nicolaus Wagner (* 1. April 1798) aus Crawinkel arbeitete bei der Sparkasse Gotha als Buchhalter, Kassenrat und Rendant. Die Mutter, Marie Dorothee, geb. Henning (* 23. November 1833), stammte aus Erfurt. Für den Vater war es die zweite Ehe; die erste Frau Eleonore, geb. Stedler, verstarb infolge eines Schlaganfalls 1856. Die Hochzeit der Eltern fand am 11. Juli 1864 in Gotha statt. Die Trauung erfolgte durch Oberpfarrer Petersen. Max Wagner wurde am 5. März 1865 in Gotha getauft. Die Taufpaten waren Pauline Hänel, geb. Albrecht aus Suhl und Christian Theodor Moritz Schilling Kaufmann zu Suhl. Wohnadressen der Wagners in Gotha waren Gartenstraße 5 und Hauptmarkt 2.
Max Wagner besuchte das Gymnasium Ernestinum in Gotha. Am 4. November 1874 verstarb sein Vater. Er wurde am 7. November 1874 auf dem Gothaer Friedhof IV beigesetzt. Im März 1875 verzogen Mutter und Sohn nach Erfurt; sie waren ab dem 23. März 1875 gemeldet am Friedrich-Wilhelm-Platz 21. 1897 erfolgte der Umzug innerhalb Erfurts in die Kartäuserstraße 47. Am 28. Oktober 1880 verstarb die Mutter. Nach dem Tod der Mutter blieb Max Wagner in Erfurt und wechselte noch zweimal die Adressen, zunächst 1881 in die Kartäuserstraße 59 und 1882 in die Kartäuserstraße 21. Die Eintragung Beruf im Melderegister der Stadt Erfurt lautet Musikstudent. Am 23. Juli 1883 erfolgte die Abmeldung nach Berlin.

### Die Zeit in Berlin (1883–1944)
Max Wagner studierte Komposition und Klavier bei Franz und Philipp Scharwenka in Berlin. Im Juli 1892 weilte er zu einem Urlaubsaufenthalt in Friedrichroda, wo er bei Frau Ortlepp am Kalten Markt logierte. Die oberhalb des Ortes gelegene Ruine der Schauenburg inspirierte ihn wahrscheinlich zu seiner Sinfonischen Dichtung Von der Schauenburg op. 18, die 1892 von Carl Meyder und seinem Orchester in Berlin uraufgeführt wurde. Am 24. Januar 1902 heiratete Wagner die Sängerin Anna Luise Johanna Gronwald (* 29. Juli 1877) in Jungfer im Kreis Elbing. Anna Luise Gronwald war zu diesem Zeitpunkt Konzertsängerin. Im Berliner Adressbuch sind ab 1910 Einträge zu Max Wagner: Komponist, Musikdirektor zu finden. Die Wohnadresse der Familie war Schönhauser Allee 55. Aus der Ehe gingen drei Kinder hervor.
1894–1896 gab er die Zeitschrift Moderne Tonkunst – Monatsschrift für die Musikwelt im Verlag B.Scheithauer Berlin heraus.
Max Wagner verstarb am 17. August 1944 in Berlin. Seine Witwe lebte bis 1965 in Berlin.

## Werk
- op. 3  Grand marche italienne [Heinrichshofen]
- op. 4  Serenade [Rühle]
- op. 5  Legende für Streicher
- op. 6  Ballade As-Dur für Klavier [Raabe & Plotow, Berlin]
- op. 8  Brennende Liebe, Lied [A. Müller, Berlin]
- op. 9  Scherzo D-Dur für Klavier [Praeger & Meier, Bremen]
- op. 11 Melodie e-Moll für Violine und Klavier [B. Scheithauer, Berlin]
- op. 13 Reigen, instrumentales Klavierstück [Rühle & Hunger, Berlin]
- op. 14 Tanz der Blumenmädchen, Ballettintermezzo für Klavier [ebenda]
- op. 15/2 Die Enterbten, Lied [Scheithauer, Berlin]
- op. 16 Der Hirten Abendlied für Klavier [Genossensch. d. Komp., Berlin]
- op. 18 Von der Schauenburg, Sinfonische Dichtung [B. Scheithauer, Berlin 1894]
- op. 19 Souvenir de Pologne, Salon pour le Piano zu 2 Händen [B. Scheithauer, Berlin]
- op. 20 Böhmische Tänze (2 Nummern) [Praeger & Meier, Bremen]
- op. 21 Osterlied für eine Stimme mit Klavierbegleitung
- op. 26 Vier Clavierstücke Nr. 1–4 [C. A. Challier & Co 1896]
- op. 25 Wär ich ein Edelstein, Gedicht von Hedwig Herold für eine mittlere Singstimme mit Pianofortebegleitung [R. Rühle, Berlin]
- op. 27 Skizzen für Klavier zu Uhlands Dichtung: Der junge König und die Schäferin [C. A. Challier & Co, Berlin 1896]
- op. 33 Pastorale für Pianoforte [R. Rühle, Berlin]
- op. 35 Zwei Klavierstücke Nr. 1 und 2 [Rühle & Wendling, Leipzig ]
- op. 35/2 Spanische Tanzweise für Pianoforte in Bravour-Salon-Album [Rühle & Wendling]
- op. 41 Rhapsodie e-Moll
- op. 49 Cavatine für Violine und Begleitung [B. Scheithauer, Berlin]
- op. 51 Fatime Scene orientale für Piano [Praeger & Meier, Bremen]
- Ouvertüre zu Goethes Götz von Berlichingen
- Sinfonie Nr. 10

### Wagner in Lexika
- Frank, Paul; Altmann, Wilhelm: Kurzgefaßtes Tonkünstler-Lexikon Für Musiker und Freunde der Musik begründet von Paul Frank neu bearbeitet und ergänzt von Wilhelm Altmann mit einem Vorwort von Helmut Roesner. Erster Teil: Neudruck der Ausgabe von 1936 15. Auflage, Heinrichhofen’s Verlag Wilhelmshaven, Seite 663, ISBN 3-7959-0083-2
- Müller, Erich, H. (Hrsg.): Deutsches Musiker-Lexikon. Dresden, Limpert 1929, Seite 366
- Fred K. Prieberg: Handbuch Deutsche Musiker 1933–1945. CD-ROM-Lexikon, Kiel 2009, 2. Auflage, S. 7964f. online

### Wagner als Autor
- Wagner, Max: Moderne Tonkunst: Monatsschrift für die Musikwelt Jg. 1(1894)-3(1896) B. Scheithauer, Berlin/New York: New York Public Library, 2000; 1 Mikrofilm. Bibliothek des Musikwissenschaftlichen Instituts der Universität Zürich 1 Mikrofilm

### Wagner in Musikzeitschriften
- Ludwig, August (Hrsg.): Neue Berliner Musikzeitung, Wochenschrift für die Musikalische Welt 48. Jahrgang Nr. 43, 25. Okt. 1894, Seite 469/470, Staatsbibliothek zu Berlin - Preußischer Kulturbesitz Rara-Lesesaal – Abteilung Historische Drucke
- Patrick Krug: Wagner, der Schauenburg-Komponist. In: Thüringer Allgemeine vom 26. März 2013 (Vorschau)